# Kasia Cerekwicka
Kasia Cerekwicka (Koszalin, 17 marzo 1980) è una cantante polacca.
Ha finora pubblicato sette album di studio, di cui due che hanno avuto successo in Polonia. La cantante ha venduto complessivamente 60 000 dischi fino ad oggi e degli 11 singoli promozionali messi in commercio, 9 sono riusciti ad entrare nella classifica polacca (5 dei quali nella top 10).
Cantante fin da piccola, nel 1997 ha vinto il talent show di fama nazionale polacco Szansa na sukces. Nel 2000 pubblica il suo album di debutto Mozaika, che però si rivela un fallimento commerciale e vende solo circa 5 000 copie. Tuttavia, nel 2006 viene pubblicato il singolo "Na kolana", che raggiunge il #3 nella classifica polacca, e garantisce grandi vendite al suo secondo album Feniks, il quale verrà dopo poche settimane dalla sua messa in commercio certificato disco di platino in Polonia.
Nell'estate 2007 Kasia pubblica il singolo promozionale S.O.S., che precederà il suo terzo album di studio intitolato Pokój 203, certificato disco d'oro per aver venduto fino ad oggi circa 26 000 copie.
Ha inoltre partecipato a Taniec z gwiazdami (la versione polacca di Ballando con le stelle), al Festival internazionale della canzone di Sopot e all'Eurovision Song Contest del 2006. Per i suoi gorgheggi e la sua estensione vocale di grande pregio, Kasia viene spesso denominata "la Mariah Carey polacca".

## Discografia
- 2000 – Mozaika
- 2006 – Feniks
- 2007 – Pokój 203
- 2010 – Fe-Male
- 2015 – Między słowami
- 2016 – Kolędy
- 2020 – Pod skórą